# Joy Gannon
Pour les articles homonymes, voir Gannon.
Joy Gannon épouse Mottram, née le 21 mars 1928 et morte le 12 août 2018, est une joueuse de tennis britannique de l'après-seconde Guerre mondiale.
Elle a notamment atteint la finale du double dames aux Internationaux de France de tennis en 1949 aux côtés de Betty Hilton. 
Elle a été l'épouse de Tony Mottram et la mère de Linda Mottram, eux-mêmes joueurs de tennis.

## Palmarès (partiel)

### Finale en double dames
| No | Date       | Nom et lieu du tournoi         | Catégorie | Surface      | Vainqueures                    | Partenaire   | Score    |          |
| -- | ---------- | ------------------------------ | --------- | ------------ | ------------------------------ | ------------ | -------- | -------- |
| 1  | 18-05-1949 | Internationaux de France Paris | G. Chelem | Terre (ext.) | Louise Brough Margaret Osborne | Betty Hilton | 7-5, 6-1 | Parcours |

## Parcours en Grand Chelem (partiel)
Si l’expression « Grand Chelem » désigne classiquement les quatre tournois les plus importants de l’histoire du tennis, elle n'est utilisée pour la première fois qu'en 1933, et n'acquiert la plénitude de son sens que peu à peu à partir des années 1950.

### En simple dames
| Année | Championnat d'Australie | Championnat d'Australie | Internationaux de France | Internationaux de France | Wimbledon       | Wimbledon        | US National   | US National   |
| ----- | ----------------------- | ----------------------- | ------------------------ | ------------------------ | --------------- | ---------------- | ------------- | ------------- |
| 1946  | -                       | -                       | -                        | -                        | 3e tour (1/16)  | Pauline Betz     | -             | -             |
| 1947  | -                       | -                       | 2e tour (1/16)           | Dorothy Muller           | 3e tour (1/16)  | Betty Hilton     | -             | -             |
| 1948  | -                       | -                       | -                        | -                        | 1er tour (1/64) | Doris Hart       | -             | -             |
| 1949  | -                       | -                       | 3e tour (1/8)            | Nelly Adamson            | 3e tour (1/16)  | Helen Rihbany    | -             | -             |
| 1950  | -                       | -                       | 3e tour (1/8)            | Doris Hart               | 3e tour (1/16)  | Louise Brough    | -             | -             |
| 1951  | -                       | -                       | 3e tour (1/8)            | A. De Cazalet            | 2e tour (1/32)  | Margaret Osborne | 3e tour (1/8) | Nancy Chaffee |
| 1952  | -                       | -                       | 1/4 de finale            | Dorothy Head             | -               | -                | -             | -             |

À droite du résultat, l’ultime adversaire.

### En double dames
| Année | Championnat d'Australie | Championnat d'Australie | Internationaux de France | Internationaux de France   | Wimbledon                    | Wimbledon                 | US National | US National |
| ----- | ----------------------- | ----------------------- | ------------------------ | -------------------------- | ---------------------------- | ------------------------- | ----------- | ----------- |
| 1946  | -                       | -                       | -                        | -                          | 2e tour (1/16) Nancy Lyle    | E. Smith Pearl Panton     | -           | -           |
| 1947  | -                       | -                       | 1/2 finale Jean Quertier | Doris Hart P. Canning      | 3e tour (1/8) Jean Quertier  | Doris Hart P. Canning     | -           | -           |
| 1948  | -                       | -                       | -                        | -                          | 2e tour (1/16) Jean Quertier | Shirley Fry Mary Arnold   | -           | -           |
| 1949  | -                       | -                       | Finale Betty Hilton      | Louise Brough M. Osborne   | 1/2 finale Betty Hilton      | Louise Brough M. Osborne  | -           | -           |
| 1950  | -                       | -                       | 1/4 de finale Joan Curry | Arlette Halff A. Seghers   | 1/2 finale Thelma Coyne      | Shirley Fry Doris Hart    | -           | -           |
| 1951  | -                       | -                       | 1/4 de finale K. Tuckey  | B. Bartlett B. Scofield    | 1/4 de finale Jean Walker    | Louise Brough M. Osborne  | -           | -           |
| 1952  | -                       | -                       | 1/2 finale Pat Ward      | Hazel Redick J. Wipplinger | 2e tour (1/16) Pat Ward      | Louise Brough M. Connolly | -           | -           |

Sous le résultat, la partenaire ; à droite, l’ultime équipe adverse.

### En double mixte
| Année | Championnat d'Australie | Championnat d'Australie | Internationaux de France   | Internationaux de France | Wimbledon | Wimbledon | US National | US National |
| 1952  | -                       | -                       | 1/4 de finale Tony Mottram | R. Veber Enrique Morea   | -         | -         | -           | -           |

Sous le résultat, le partenaire ; à droite, l’ultime équipe adverse.